# Astell

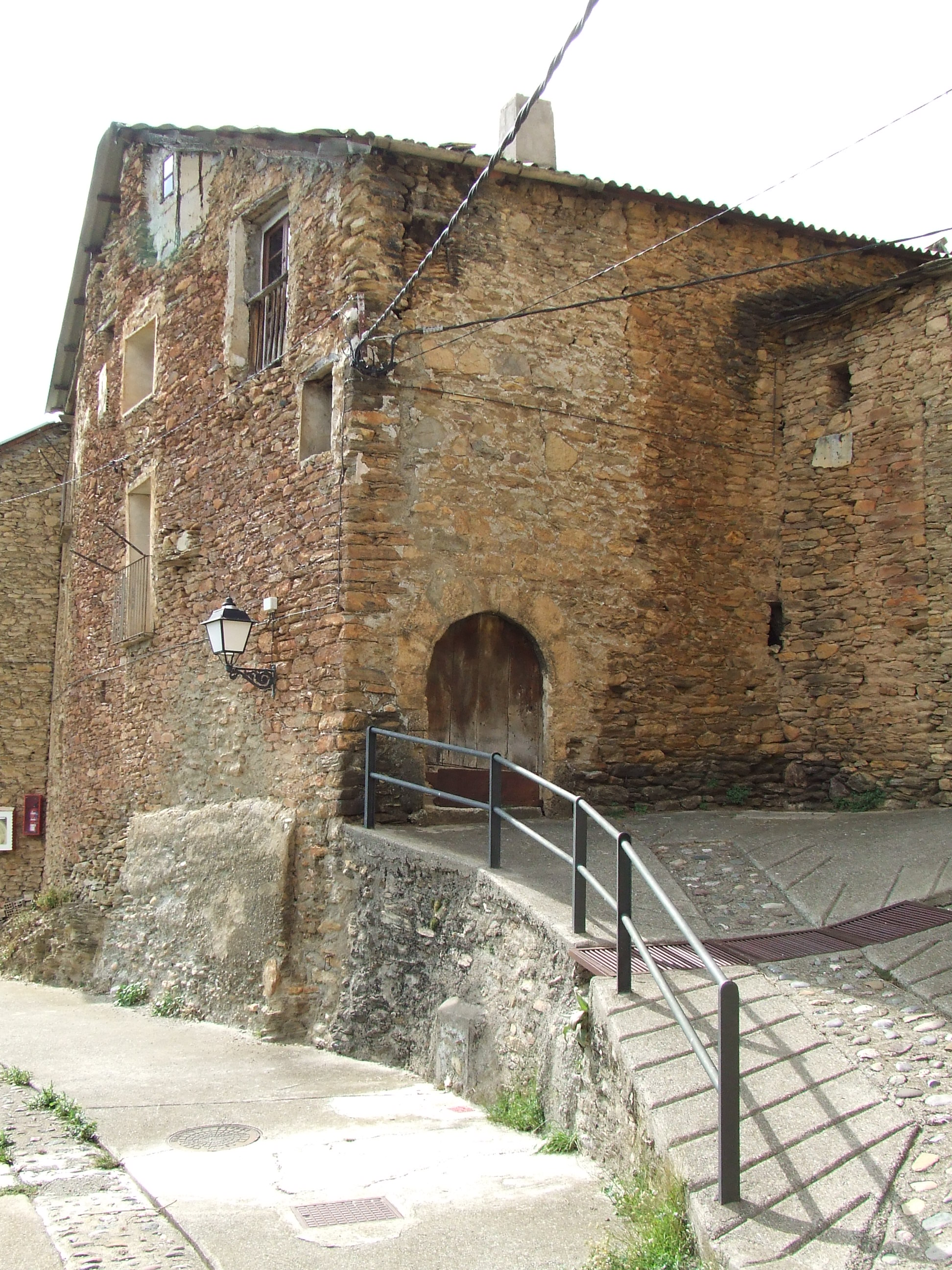
Casas antiguas de Astell

Astell es un pueblo español de la Vall Fosca perteneciente al municipio de Torre de Capdella, Lérida.
Está situado en la parte central-occidental del término actual, aunque en el antiguo término de La Torre de Cabdella quedaba en su rincón suroeste. Es en un lugar soleado, que parece desmentir el nombre de valle oscuro que se atribuye al conjunto del valle del Flamisell. Es por ello que Astell, Aguiró y Oveix son los pueblos del «Solà» o solano.
Se accede por una pista rural asfaltada que sale del kilómetro 12,5 de la carretera L-503, a un 1,5 km al norte de Molinos. Esta pista, llena de curvas, sube al pueblo de Astell en poco más de 2,5 kilómetros.
La iglesia de Astell está dedicada a San Andrés, y es románica de origen, pero ha sido muy transformada con el paso de los años.
El pueblo también ha sufrido numerosas modificaciones, pero conserva bastantes elementos constructivos que permiten adivinar el trazado del antiguo pueblo cercado, del que aún queda un portal y un tramo de calle bajo las casas, aparte de una serie de casas de bastante altura que marcan claramente el perímetro vallado del antiguo pueblo.

## Historia
El origen del pueblo de Astell sería el castillo del mismo nombre, dominio de los Bellera y tradicionalmente ligado a la Vall d'Àssua. De todos modos, no se han encontrado restos del castillo de Astell, aunque podrían corresponder algunos de los elementos existentes en el pueblo que hacen pensar en un recinto fortificado. Está documentado, como la iglesia de san Andrés, desde el año 1290, y vuelve a estar documentada en 1314 en una visita pastoral en la iglesia Dustell.
Hasta la extinción de los señoríos (siglo XIX), Astell perteneció al Marqués de la Manresana.
Entre 1812 y febrero de 1847 Astell disfrutó de ayuntamiento propio. Se formó a partir de la promulgación de la Constitución de Cádiz y su despliegue, y fue suprimido, agregando a la Torre de Cabdella, debido al límite fijado en la ley municipal de 1845 del mínimo de 30 vecinos (cabezas de familia ) indispensables para mantener el ayuntamiento propio.
Pascual Madoz en su Diccionario geográfico ... de 1845 dice de Astell:

que es en un llano rodeado de montañas con libre ventilación y clima frío, pero saludable. Tenía 14 casas de calidad media y poca comodidad, distribuidas en dos calles estrechas, además de la iglesia parroquial. El terreno es montañoso, con 120 jornales de cultivo que se riegan con el agua del barranco que baja de las montañas. Se producía centeno, cebada, muchas patatas y legumbres; se criaban ovejas, cabras y cerdos, además de las mulas y bueyes para las labores del campo. Formaban la población 6 vecinos (cabezas de familia) y 57 almas (habitantes).

La iglesia de San Andrés de Astell, que tiene algunos restos de su construcción original románica, en 1904 pertenecía al arciprestazgo de Gerri de la Sal, en la actualidad depende de la parroquia de La Pobleta de Bellveí.
Hacia el 1915, Astell tenía 25 edificios, con 51 habitantes, según Ceferí Rocafort (op. cit.). Astell tenía el 1970 43 habitantes, que habían quedado en 19 en 1981 y volvían a ser 27 en el 2005.